# Thanatus flavus
Thanatus flavus är en spindelart som beskrevs av O. Pickard-Cambridge 1876. Thanatus flavus ingår i släktet Thanatus och familjen snabblöparspindlar.
Artens utbredningsområde är Egypten. Inga underarter finns listade i Catalogue of Life.